# Svatá čtyřicátnice

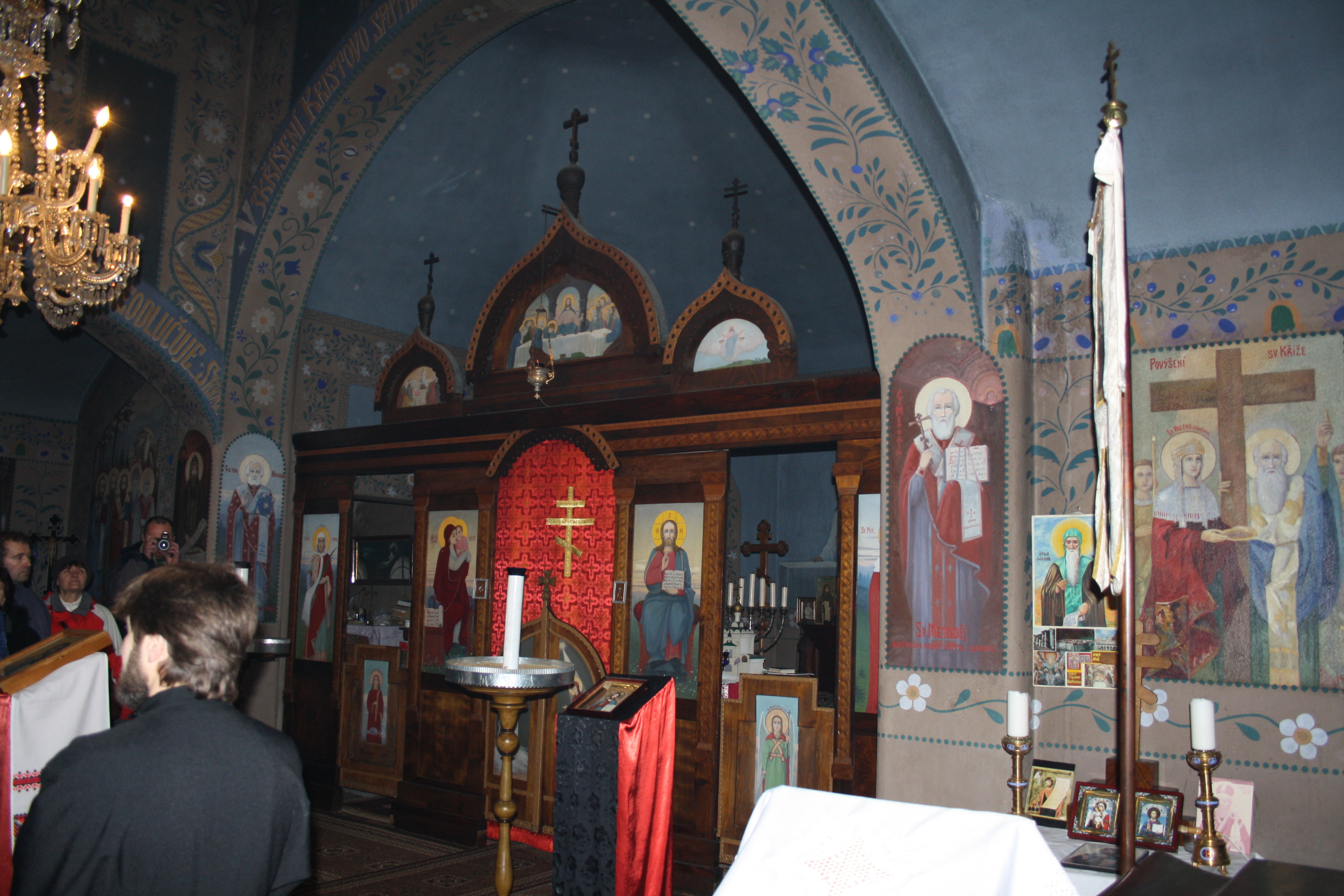
Pravoslavný chrám sv. Václava a sv. Ludmily v Třebíči, vyzdobený v postních barvách

Svatá čtyřicátnice či Velký půst je v byzantském ritu pojmenování pro nejdůležitější křesťanské postní období. V liturgickém roku se nachází před svátkem Vzkříšení Páně a trvá 40 dní. V církvích byzantského ritu začíná po syropostní neděli a trvá do pátku před Lazarovou sobotou. Velkému postu předchází několik týdnů předpostního období.

## Velkopostní neděle
Jednotlivé neděle a některé další dny Velkého postu mají různé zaměření:
- první neděle - Neděle pravoslaví či Neděle o úctě svatých ikon
- druhá neděle Řehoře Palamy
- třetí neděle - křížipoklonná
- čtvrtý čtvrtek - velký kající kánon svatého Ondřeje Krétského
- čtvrtá neděle - sv. Jana Klimaka
- pátá sobota - akafistová
- pátá neděle - sv. Marie Egyptské

Druhá, třetí a čtvrtá sobota Velkého půstu jsou zádušní soboty.
Původní postní disciplína ve Velkém půstu je poměrně přísná. Napříč různým úlevám je půst ve východních církvích přísnější než u římskokatolíků.
Specifikem období Velkého postu je i liturgický pořádek. Od pondělí do pátku jsou aliturgické dny, tedy dny kdy se neslaví božská liturgie - v pondělí, úterý a ve čtvrtek se slaví jen večerňa, utreňa a ostatní modlitby horologionu. Ve středu a v pátek se slaví Liturgie předem posvěcených darů.